# Hironari Nakano
Hironari Nakano (中野寛也?, Nakano Hironari,; Hiroshima, 3 giugno 1969) è un goista giapponese.

## Biografia
Fu allievo di Toshihiro Shimamura, divenne a sua volta professionista presso la Nihon Ki-in e raggiunse il massimo grado di 9° dan nel 1997. Vive a Nagoya con il figlio Shoya Nakano, a sua volta giocatore professionista di Go dal 2020.

## Titoli
| Nazionali           | Nazionali      | Nazionali            |
| Tornei              | Vittorie       | Finalista            |
| ------------------- | -------------- | -------------------- |
| NEC Shun-Ei         | 1 (1995)       |                      |
| Okan                | 2 (1997, 1998) | 3 (1999, 2012, 2013) |
| Jūdan               |                | 1 (2000)             |
| Ryusei              |                | 1 (2010)             |
| Oteai (Sezione Top) | 2 (1989, 1993) |                      |
| Totale in carriera  |                |                      |
| Totale              | 5              | 5                    |

| Controllo di autorità | VIAF (EN) 258662186 |